# ديرفيلد (ميشيغان)
ديرفيلد (بالإنجليزية: Deerfield, Michigan)‏ هي منطقة سكنية تقع في الولايات المتحدة في مقاطعة لينوي (ميشيغان). يقدر عدد سكانها بـ 898 نسمة ومساحتها 2.49 كم2 وترتفع عن سطح البحر 205 متر.

## التركيبة السكانية
قام مكتب تعداد الولايات المتحدة بتحديد بيانات التركيبة السكانية لديرفيلد في تعداد الولايات المتحدة. في ما يلي، التركيبة السكانية حسب تعدادي 2000 و2010.

### تعداد عام 2000
بلغ عدد سكان ديرفيلد 1,005 نسمة بحسب تعداد عام 2000، وبلغ عدد الأسر 358 أسرة وعدد العائلات 272 عائلة مقيمة في القرية.
وتوزع التركيب العرقي للقرية بنسبة 97.51% من البيض و0.10% من الأمريكيين ذوي الأصول الآسيوية و0.10% من الأمريكيين الأفارقة و0.20% من عرقين مختلطين أو أكثر.
```
وبلغت نسبة 
الأزواج
 القاطنين مع بعضهم البعض 61.5% من أصل المجموع الكلي للأسر، ونسبة 9.5% من الأسر كان لديها معيلات من الإناث دون وجود شريك، وكانت نسبة 24.0% من غير العائلات. تألفت نسبة 20.4% من أصل جميع الأسر من أفراد ونسبة 11.2% كانوا يعيش معهم شخص وحيد يبلغ من العمر 65 عاماً فما فوق. وبلغ متوسط حجم الأسرة المعيشية 3.25، أما متوسط حجم العائلات فبلغ 2.81.
```

بلغ العمر الوسطي للسكان 32 عاماً. وكانت نسبة 8.2% بين الثامنة عشر والأربعة وعشرون عاماً، ونسبة 30.2% كانت واقعةً في الفئة العمرية ما بين الخامسة والعشرون حتى والأربعة وأربعون عاماً، ونسبة 19.8% كانت ما بين الخامسة والأربعون حتى الرابعة والستون، ونسبة 10.5% كانت ضمن فئة الخامسة والستون عاماً فما فوق. يوجد لكل 100 أنثى 94.4 ذكر، ويوجد لكل 100 أنثى في الثامنة عشر من عمرها فما فوق 89.3 ذكر.
بلغ متوسط دخل الأسرة في القرية 49,276 دولار، أما متوسط دخل العائلة فبلغ 54,375 دولار. وكان متوسط دخل الذكور 42,656 دولار مقابل 24,444 دولار للإناث. وكان من هؤلاء نسبة 5.1% تحت سن الثامنة عشر ونسبة 1.0% في الخامسة والستين من العمر وما فوق.

### تعداد عام 2010
بلغ عدد سكان ديرفيلد 898 نسمة بحسب تعداد عام 2010، وبلغ عدد الأسر 343 أسرة وعدد العائلات 258 عائلة مقيمة في القرية. في حين سجلت الكثافة السكانية 935.4 نسمة لكل ميل مربع (361.2/كم2). وبلغ عدد الوحدات السكنية 372 وحدة بمتوسط كثافة قدره 387.5 لكل ميل مربع (149.6/كم2).
وتوزع التركيب العرقي للقرية بنسبة 95.0% من البيض و0.9% من الأمريكيين الأصليين و0.1% من الأمريكيين ذوي الأصول الآسيوية و0.4% من الأمريكيين الأفارقة و3.1% من عرقين مختلطين أو أكثر.
بلغ عدد الأسر 343 أسرة كانت نسبة 38.2% منها لديها أطفال تحت سن الثامنة عشر تعيش معهم، وبلغت نسبة الأزواج القاطنين مع بعضهم البعض 57.4% من أصل المجموع الكلي للأسر، ونسبة 14.0% من الأسر كان لديها معيلات من الإناث دون وجود شريك، بينما كانت نسبة 3.8% من الأسر لديها معيلون من الذكور دون وجود شريكة وكانت نسبة 24.8% من غير العائلات. تألفت نسبة 21.6% من أصل جميع الأسر من أفراد ونسبة 8.2% كانوا يعيش معهم شخص وحيد يبلغ من العمر 65 عاماً فما فوق. وبلغ متوسط حجم الأسرة المعيشية 3.00، أما متوسط حجم العائلات فبلغ 2.62.
بلغ العمر الوسطي للسكان 38.4 عاماً. وكانت نسبة 26.3% من القاطنين تحت سن الثامنة عشر، وكانت نسبة 8.2% بين الثامنة عشر والأربعة وعشرون عاماً، ونسبة 25.6% كانت واقعةً في الفئة العمرية ما بين الخامسة والعشرون حتى والأربعة وأربعون عاماً، ونسبة 27% كانت ما بين الخامسة والأربعون حتى الرابعة والستون، ونسبة 12.9% كانت ضمن فئة الخامسة والستون عاماً فما فوق. وتوزع التركيب الجنسي للسكان بنسبة 48.9% ذكور و51.1% إناث.